# Воорекюла
Воорекюла (ест. Vooreküla), також Вооре (ест. Voore) — село в Естонії, входить до складу волості Вастсе-Куусте, повіту Пилвамаа.